# Niederwetter
Niederwetter ist ein Ortsteil der Stadt Wetter (Hessen) im mittelhessischen Landkreis Marburg-Biedenkopf. Der Ort liegt an der Wetschaft etwa zwei Kilometer südöstlich von Wetter.

## Geschichte

### Ortsgeschichte
Die älteste bekannte schriftliche Erwähnung von Niederwetter erfolgte unter dem Namen inferior Wetthere wird in die Zeit 1200–1220 datiert.
Zum 31. Dezember 1971 wurde die bis dahin selbständige Gemeinde Niederwetter im Zuge der Gebietsreform in Hessen auf freiwilliger Basis in die Stadt Wetter (Hessen-Nassau) (damaliger Name der Stadt) eingemeindet. Für den Ortsteil Niederwetter, wie für alle Ortsteile von Wetter, wurde ein Ortsbezirk.

### Verwaltungsgeschichte im Überblick
Die folgende Liste zeigt die Staaten und Verwaltungseinheiten, denen Niederwetter angehört(e):
- vor 1567: Heiliges Römisches Reich, Landgrafschaft Hessen, Amt Wetter[7]
- ab 1567: Heiliges Römisches Reich, Landgrafschaft Hessen-Marburg, Amt Wetter[8]
- 1604–1648: Heiliges Römisches Reich, strittig zwischen Landgrafschaft Hessen-Darmstadt und Landgrafschaft Hessen-Kassel (Hessenkrieg), Amt Wetter
- ab 1648: Heiliges Römisches Reich, Landgrafschaft Hessen-Kassel, Amt Wetter
- ab 1806: Landgrafschaft Hessen-Kassel, Amt Wetter
- 1807–1813: Königreich Westphalen, Departement der Werra, Distrikt Marburg, Kanton Wetter
- ab 1815: Kurfürstentum Hessen, Amt Wetter[9]
- ab 1821: Kurfürstentum Hessen, Provinz Oberhessen, Kreis Marburg[10][Anm. 2]
- ab 1848: Kurfürstentum Hessen, Bezirk Marburg
- ab 1851: Kurfürstentum Hessen, Provinz Oberhessen, Kreis Marburg
- ab 1867: Königreich Preußen, Provinz Hessen-Nassau, Regierungsbezirk Kassel, Kreis Marburg
- ab 1871: Deutsches Reich, Königreich Preußen, Provinz Hessen-Nassau, Regierungsbezirk Kassel, Kreis Marburg
- ab 1918: Deutsches Reich, Freistaat Preußen, Provinz Hessen-Nassau, Regierungsbezirk Kassel, Kreis Marburg
- ab 1944: Deutsches Reich, Freistaat Preußen, Provinz Kurhessen, Landkreis Marburg
- ab 1945: Amerikanische Besatzungszone, Groß-Hessen, Regierungsbezirk Kassel, Landkreis Marburg
- ab 1946: Amerikanische Besatzungszone, Hessen, Regierungsbezirk Kassel, Landkreis Marburg
- ab 1949: Bundesrepublik Deutschland, Hessen, Regierungsbezirk Kassel, Landkreis Marburg
- ab 1972: Bundesrepublik Deutschland, Hessen, Regierungsbezirk Kassel, Landkreis Marburg, Stadt Wetter (Hessen)[Anm. 3]
- ab 1974: Bundesrepublik Deutschland, Hessen, Regierungsbezirk Kassel, Landkreis Marburg-Biedenkopf, Stadt Wetter
- ab 1981: Bundesrepublik Deutschland, Hessen, Regierungsbezirk Gießen, Landkreis Marburg-Biedenkopf, Stadt Wetter

### Gerichte seit 1821
Mit Edikt vom 29. Juni 1821 wurden in Kurhessen Verwaltung und Justiz getrennt. Der Kreis Marburg war für die Verwaltung und das Justizamt Wetter war als Gericht in erster Instanz für Niederwetter zuständig. Nach der Annexion Kurhessens durch Preußen erfolgte am 1. September 1867 die Umbenennung des bisherigen Justizamtes in Amtsgericht Wetter. Auch mit dem Inkrafttreten des Gerichtsverfassungsgesetzes (GVG) 1877 blieb das Amtsgericht bestehen. 1943 wurde das Amtsgericht Zweigstelle des Amtsgerichts Marburg und 1946 wurde auch die Zweigstelle geschlossen. Der Bezirk des Amtsgerichts Wetter ging im Bezirk des Amtsgerichts Marburg auf.

## Bevölkerung

### Einwohnerstruktur 2011
Nach den Erhebungen des Zensus 2011 lebten am Stichtag, dem 9. Mai 2011, in Niederwetter 315 Einwohner. Darunter waren keine Ausländer.
Nach dem Lebensalter waren 57 Einwohner unter 18 Jahren, 123 zwischen 18 und 49, 78 zwischen 50 und 64 und 60 Einwohner waren älter. Die Einwohner lebten in 126 Haushalten. Davon waren 30 Singlehaushalte, 33 Paare ohne Kinder und 54 Paare mit Kindern, sowie 9 Alleinerziehende und 3 Wohngemeinschaften. In 18 Haushalten lebten ausschließlich Senioren und in 84 Haushaltungen leben keine Senioren.

### Einwohnerentwicklung
| Quelle: | Historisches Ortslexikon                                                                 |
| • 1502: | 5 Männer                                                                                 |
| • 1577: | 230 Hausgesesse                                                                          |
| • 1630: | 15 Hausgesesse (2 dreispännige, 3 zweispännige, 4 einspännige Ackerleute ,6 Einläuftige) |
| • 1681: | 9 hausgesessene Mannschaften                                                             |
| • 1820: | 24 Häuser, 174 Einwohner                                                                 |
| • 1838: | Familien: 17 nutzungsberechtigte, 10 nicht nutzungsberechtigte Ortsbürger, ein Beisasse  |

| Niederwetter: Einwohnerzahlen von 1744 bis 2020 | Niederwetter: Einwohnerzahlen von 1744 bis 2020 | Niederwetter: Einwohnerzahlen von 1744 bis 2020 | Niederwetter: Einwohnerzahlen von 1744 bis 2020 | Niederwetter: Einwohnerzahlen von 1744 bis 2020 |
| --- | ----------------------------------------------- | ----------------------------------------------- | ----------------------------------------------- | ----------------------------------------------- |
| Jahr |                                                 |                                                 |                                                 | Einwohner                                       |
| 1744 | 1744                                            |                                                 | 107                                             | 107                                             |
| 1800 | 1800                                            |                                                 | ?                                               | ?                                               |
| 1820 | 1820                                            |                                                 | 174                                             | 174                                             |
| 1834 | 1834                                            |                                                 | 200                                             | 200                                             |
| 1840 | 1840                                            |                                                 | 199                                             | 199                                             |
| 1846 | 1846                                            |                                                 | 204                                             | 204                                             |
| 1852 | 1852                                            |                                                 | 223                                             | 223                                             |
| 1858 | 1858                                            |                                                 | 189                                             | 189                                             |
| 1864 | 1864                                            |                                                 | 203                                             | 203                                             |
| 1871 | 1871                                            |                                                 | 186                                             | 186                                             |
| 1875 | 1875                                            |                                                 | 190                                             | 190                                             |
| 1885 | 1885                                            |                                                 | 212                                             | 212                                             |
| 1895 | 1895                                            |                                                 | 225                                             | 225                                             |
| 1905 | 1905                                            |                                                 | 236                                             | 236                                             |
| 1910 | 1910                                            |                                                 | 251                                             | 251                                             |
| 1925 | 1925                                            |                                                 | 262                                             | 262                                             |
| 1939 | 1939                                            |                                                 | 266                                             | 266                                             |
| 1946 | 1946                                            |                                                 | 397                                             | 397                                             |
| 1950 | 1950                                            |                                                 | 372                                             | 372                                             |
| 1956 | 1956                                            |                                                 | 318                                             | 318                                             |
| 1961 | 1961                                            |                                                 | 312                                             | 312                                             |
| 1967 | 1967                                            |                                                 | 313                                             | 313                                             |
| 1976 | 1976                                            |                                                 | 335                                             | 335                                             |
| 1985 | 1985                                            |                                                 | ?                                               | ?                                               |
| 1995 | 1995                                            |                                                 | 345                                             | 345                                             |
| 2005 | 2005                                            |                                                 | ?                                               | ?                                               |
| 2011 | 2011                                            |                                                 | 315                                             | 315                                             |
| 2015 | 2015                                            |                                                 | 310                                             | 310                                             |
| 2020 | 2020                                            |                                                 | 302                                             | 302                                             |
| Datenquelle: Historisches Gemeindeverzeichnis für Hessen: Die Bevölkerung der Gemeinden 1834 bis 1967. Wiesbaden: Hessisches Statistisches Landesamt, 1968. Weitere Quellen: LAGIS; Städteatlas Hessen; Stadt Wetter; Zensus 2011 |                                                 |                                                 |                                                 |                                                 |

### Historische Religionszugehörigkeit
| Quelle: | Historisches Ortslexikon                                                  |
| • 1830: | 545 evangelische Einwohner                                                |
| • 1861: | 189 evangelisch-lutherische und 11 evangelisch-reformierte Einwohner      |
| • 1885: | 211 evangelische (= 99,53 %), keine katholischen und ein anderer Christ.  |
| • 1961: | 282 evangelische (= 90,38 %), 25 römisch-katholische (= 8,01 %) Einwohner |

### Historische Erwerbstätigkeit
| Quelle: | Historisches Ortslexikon |
| • 1744: | Erwerbspersonen: ein Schneider, ein Schmied, zwei Müller, ein Wirt.                                                                  |
| • 1838: | Familien: 23 Ackerbau, 4 Gewerbe, ein Tagelöhner.                                                                                    |
| • 1961: | Erwerbspersonen: 104 Land- und Forstwirtschaft, 46 Produzierendes Gewerbe, 17 Handel und Verkehr, 18 Dienstleistungen und Sonstiges. |

## Religion
Niederwetter gehört heute zum evangelischen Kirchspiel Wetter.

## Politik
Für Niederwetter besteht ein Ortsbezirk (Gebiete der ehemaligen Gemeinde Niederwetter) mit Ortsbeirat und Ortsvorsteher nach der Hessischen Gemeindeordnung. Der Ortsbeirat für den Ortsbezirk Wetter besteht aus fünf Mitgliedern. Die Wahlbeteiligung zur Wahl des Ortsbeirats bei der Kommunalwahl 2021 betrug 51,25 %. Alle Kandidaten gehörten der „Bürgerliste“ an. Der Ortsbeirat wählte Daniel Falk zum Ortsvorsteher.

## Infrastruktur
- Im Dorf gibt es ein Gemeinschaftshaus.
- Durch den Ort verläuft die Bundesstraße 252, und die Buslinie 61 des Regionalen Nahverkehrsverbandes Marburg-Biedenkopf von Wetter nach Marburg stellt den Öffentlichen Personennahverkehr sicher.
- Die Burgwaldbahn, der südliche Abschnitt der Bahnstrecke Warburg–Sarnau, verläuft durch den Ort. Die zwischen Marburg und Frankenberg verkehrenden Züge halten jedoch nicht in Niederwetter; der nächstgelegene Haltepunkt befindet sich in Wetter.